# Aloeides margaretae
Aloeides margaretae är en fjärilsart som beskrevs av Tite och Dickson 1968. Aloeides margaretae ingår i släktet Aloeides och familjen juvelvingar. Inga underarter finns listade i Catalogue of Life.